# 文胜乡 (通江县)
文胜乡，是中华人民共和国四川省巴中市通江县曾经下辖的一个乡。2020年5月，撤销文胜乡，将原文胜乡所属行政区域划归沙溪镇管辖。

## 行政区划
文胜乡撤销前下辖以下地区：
文溪口村、白石寺村、大井坝村、马家岩村、谭坪村、王堡山村、肖家坪村和中坪村。